# Zwillingsforschung
Die Zwillingsforschung ist eine Forschungsmethode, die in der Humangenetik und der Psychologie verwendet wird. Ihre Anwendbarkeit ist wesentlich von einer großen Menge verlässlicher Daten abhängig, die durch Zwillingsregister (z. B. das Dänische Zwillingsregister oder Schwedische Zwillingsregister) bereitgestellt werden.
Zu den frühen Zwillingsforschern gehören Francis Galton und, fast ein halbes Jahrhundert später, mit der Einführung der Zwillingsforschung in die medizinische Genetik Wilhelm Weitz, Hermann Werner Siemens und Otmar Freiherr von Verschuer. In Schweden leistete dies Gunnar Dahlberg.

## Beschreibung
In der klassischen Zwillingsforschung werden eineiige Zwillinge (monozygote Zwillinge, MZ) und zweieiige Zwillinge (dizygote Zwillinge, DZ) untersucht. Wenn eineiige Zwillinge einander in Bezug auf ein bestimmtes Merkmal stärker ähneln als zweieiige Zwillinge, kann dies als Hinweis gedeutet werden, dass das untersuchte Merkmal in besonderem Maße genetisch beeinflusst ist.
Durch mathematische Analysen kann der genetische Anteil (die Heritabilität) sowie der Einfluss gemeinsam erlebter Umweltfaktoren (z. B. in der Familie) näherungsweise bestimmt werden. In Verbindung mit Methoden der Molekulargenetik können heute in Zwillingsstudien auch einzelne Gene untersucht werden. Durch Kopplungsanalysen und Assoziationsanalysen lässt sich hierbei die Erblichkeit auf einzelne oder mehrere Gene zurückführen. Dies kann unter anderem der Erforschung von Krankheiten zugutekommen (siehe Boomsma et al.).
Erblichkeit wird oft missverstanden als der Anteil der Erbanlagen an der Ausprägung eines Merkmals bei einem bestimmten Menschen. Sie bestimmt aber den genetischen Anteil an den Unterschieden. Menschen unterscheiden sich, weil sie verschiedene Genvarianten tragen und weil sie in verschiedenen Umwelten leben. Eine Erblichkeit von z. B. 88 % für den Body-Mass-Index würde bedeuten, dass 88 % der Unterschiede des Body-Mass-Index in der Bevölkerung durch genetische Unterschiede bedingt sind, nicht aber, dass ein einzelner Mensch nur zu 12 % für sein Gewicht verantwortlich ist.
Aufgrund der Annahme (siehe auch Abschnitt Kritik an der Zwillingsmethode), Zwillinge unterlägen weitestgehend denselben Umwelteinflüssen, wurden in der kriminologischen Forschung (vor allem in den 1930er und 1940er Jahren) Zwillingspaare [sowohl eineiige (EZ), als auch zweieiige Zwillinge (ZZ)] dahingehend untersucht, ob kriminelles Verhalten anlagebedingt (d. h. genetisch determiniert) sei. Dafür wurden die Probandenpaare auf eine bestehende Konkordanz (bzw. Diskonkordanz) hin überprüft. Das Vorliegen einer „strafrechtlichen Erfassung“ sowohl bei dem einen, als auch beim anderen Teil wurde als konkordante Ausprägung betrachtet. Tatsächlich ergaben diese Forschungen zwar eine höhere Konkordanz bei den EZ – was auf eine Bestätigung der Ausgangshypothese hindeutete. Allerdings lassen sich die gefundenen Ergebnisse etwa durch die Begrenzung der strafrechtlichen Erfassung auf das Hellfeld, die geringe Zahl der jeweils untersuchten Zwillinge, sowie den retrospektiven Charakter der Untersuchungen (Vorselektion) zu Recht anzweifeln. Einen empirischen Beleg für die genetische Determination kriminellen Verhaltens lieferte die Zwillingsforschung bislang jedenfalls nicht.
Im Bereich der psychologischen Zwillingsforschung, die durch Fälschungsvorwürfe gegen Cyril Burt zeitweilig in Verruf kam, sind die Arbeiten von Kurt Gottschaldt zu nennen.

## Zwillingsforschung zur Intelligenz
Die Zwillingsmethode zielt darauf ab, die Unklarheiten von Anlage und Umwelt aufzuklären. Sie wird verwendet, um vorhandenen Unterschieden auf den Grund zu gehen und dient somit nicht der Veränderung des Menschen. Bei der Frage, ob und in welchem Ausmaß Intelligenz genetisch bedingt ist, müssen die IQ-Werte innerhalb von Familien betrachtet werden. Forscher haben dazu die Einflüsse gemeinsamer Gene und gemeinsamer Umgebung getrennt voneinander untersucht. Als ideale Strategie hat sich hierfür die Methode der Zwillingsforschung herausgestellt. Einerseits werden bei der Zwillingsmethode eineiige Zwillinge, die getrennt und gemeinsam aufwachsen, miteinander verglichen. Andererseits basiert diese Strategie auf dem Vergleich der Ähnlichkeit von eineiigen- und zweieiigen Zwillingen.
Die Erblichkeit der Intelligenz wird auf 50 – 80 % geschätzt.

### Logik der Zwillingsstudien
Die Zwillingsmethode liefert wichtige Befunde der genetischen und umweltbedingten Einflüsse auf die Intelligenz. Zwillingsstudien basieren größtenteils auf natürlichen Beobachtungen und nicht auf Experimenten. Anhand von Zwillingsstudien wurde festgestellt, dass Menschen, die über dieselben Gene verfügen, auch vergleichbare geistige Fähigkeiten haben.
Bei der Betrachtung verschiedener Zwillingsstudien muss beachtet werden, dass eine Vielzahl davon erhebliche Mängel aufweisen und starken Verzerrungen unterliegen (siehe Abschnitt Grenzen).

### Eineiige Zwillinge (zusammen aufgewachsen)
Unter gemeinsamem Aufwachsen versteht man in diesem Zusammenhang, in der gleichen/identischen Umwelt aufgewachsen zu sein. Bei eineiigen Zwillingen, die zusammen aufgewachsen sind, ist die Ähnlichkeit am deutlichsten (Korrelation von 0,87). Bei diesen Zwillingspaaren sind neben der Anlage auch die Umweltbedingungen nahezu gleich. Dennoch muss an dieser Stelle beachtet werden, dass Kinder, die gemeinsam aufwachsen, nicht unbedingt eine völlig identische Umwelt haben. Da Kinder beispielsweise unterschiedliche Freizeitgruppen besuchen und teilweise unterschiedlich erzogen werden, kann die Korrelation der Umwelt von zwei Personen aus derselben Familie nie genau 1 sein, sondern ist immer kleiner. Dennoch gleichen sich die Testwerte eineiiger Zwillinge so sehr, als hätte dieselbe Person den Test zweimal durchgeführt.
Darüber hinaus haben Untersuchungen der Gehirne eineiiger Zwillinge gezeigt, dass diese ähnlich gebaut sind und in ähnlicher Weise funktionieren. Sie zeigen bei der Bearbeitung von mentalen Prozessen vergleichbare Aktivitätsmuster. Darüber hinaus stimmen die Gehirne in den verschiedenen Gehirnarealen für die sprachliche und räumliche Intelligenz nahezu perfekt überein. Eineiige Zwillinge sind einander außerdem bei spezifischen Talenten besonders ähnlich.

### Eineiige Zwillinge (getrennt voneinander aufgewachsen)
Getrennt voneinander aufzuwachsen sollte in diesem Zusammenhang das Aufwachsen in verschiedenen bzw. unkorrelierten Umwelten bedeuten. Da ein getrenntes Aufwachsen alle Übergänge zwischen perfekter positiver und perfekter negativer Korrelation umfassen kann, werden dieser Forderung nicht alle Zwillingsstudien gerecht.
Da eineiige Zwillinge identisches Erbgut haben, können Unterschiede zwischen ihnen auf Umwelteinflüsse zurückgeführt werden (wenn man davon ausgehen kann, dass die Zwillinge von Geburt an getrennt werden). Eineiige Zwillinge, die in verschiedenen Umwelten aufgewachsen sind, weisen eine Korrelation von 0,75 auf. Diese Zwillingspaare gleichen sich häufig in bestimmten Merkmalen, welche somit nicht umwelt-, sondern genetisch bedingt sind.
Eine Studie, die von Newman u. a. im Jahr 1937 durchgeführt wurde, zielte darauf ab, dem Anlage-Umwelt-Problem mit Hilfe von getrennt aufgewachsenen eineiigen Zwillingen auf den Grund zu kommen. Während die mittlere IQ-Differenz der zusammen aufgewachsenen eineiigen Zwillingspaare 5,9 Punkte betrug, stellte Newman bei getrennt aufwachsenden eineiigen Zwillingen einen Wert von 8,2 Punkten fest. Mit dieser Differenz liegen eineiige Zwillinge, die getrennt voneinander aufgewachsen sind, noch unterhalb des durchschnittlichen Unterschieds von zusammen aufgewachsenen zweieiigen Zwillingen. Auf den ersten Blick lassen diese Erkenntnisse den Rückschluss ziehen, dass der Einfluss des Erbguts die Umwelteinflüsse stark übertrifft. Bei genauerer Betrachtung der Zwillingspaare wird allerdings offensichtlich, dass die Kinder in sehr ähnlichen Umgebungen aufgewachsen sind (z. B. beide Kinder leben in der Stadt, besuchen ähnliche Schulen). Im Umfang seiner Studie hatte Newman nur vier Zwillingspaare untersucht, die unter erheblichen Umweltverschiedenheiten aufwuchsen. Während z. B. ein Zwilling auf dem Bauernhof aufgewachsen war, lebte der andere in der Stadt. Da sich bei den vier Paaren mit den größten Umweltverschiedenheiten auch die größten IQ-Unterschiede von 12, 17, 19 und 24 IQ-Punkten ergaben, konnte festgestellt werden, dass die IQ-Differenzen mit wachsender Verschiedenheit des erzieherischen Umfeldes größer werden. Wachsen eineiige Zwillinge in unkorrelierten Umwelten auf, so ist ein deutlicher Unterschied der IQ-Werte zu sehen, der somit auf Umwelteinflüsse zurückzuführen ist.

### Vergleich der Zwillingspaare

#### Eineiige Zwillinge vs. zweieiige Zwillinge
Zweieiige Zwillinge haben in der Regel 50 % ihres Erbgutes gemeinsam. Bei zweieiigen Zwillingen, die gemeinsam aufgewachsen sind, ist eine Korrelation von 0,60 sichtbar. Dieser geringere Zusammenhang gegenüber eineiigen Zwillingen deutet auf einen genetischen Einfluss hin.
Nimmt man an, dass sich eineiige Zwillinge gegenüber zweieiigen Zwillingen durchweg ähnlicher sind, so ist diese Vermutung falsch. Geht man davon aus, dass ein Merkmal im Wesentlichen umweltbedingt ist, so sind sich zweieiige Zwillinge, die gemeinsam aufgewachsen sind, genauso ähnlich wie eineiige Zwillinge, die gemeinsam aufgewachsen sind. Das zweieiige Zwillingspaar ist sich in dieser Hinsicht sogar ähnlicher als eineiige Zwillinge, die getrennt voneinander aufgewachsen sind. Ähneln sich nun aber zusammen aufgewachsene zweieiige Zwillinge weniger als zusammen aufgewachsene eineiige Zwillinge oder sogar getrennt aufgewachsene eineiige Zwillinge, so kann dieses Merkmal als überwiegend erbbedingt gekennzeichnet werden. Dennoch wird in allen relevanten Untersuchungen bestätigt, dass sich eineiige Zwillinge ähnlicher sind als zweieiige Zwillinge gleichen und unterschiedlichen Geschlechts.

#### Gleichgeschlechtliche zweieiige Zwillinge vs. verschiedengeschlechtliche Zwillinge
Eine Vielzahl von Untersuchungen bestätigt die Annahme, dass sich gleichgeschlechtliche zweieiige Zwillinge in geschlechtsspezifisch definierten Verhaltensbereichen ähnlicher sind als verschiedengeschlechtliche Zwillinge. Es wurde festgestellt, dass Jungen und Mädchen unterschiedlich erzogen werden. Darüber hinaus bestätigen weitere Untersuchungen, dass sich für Jungen ein hoher Erblichkeitskoeffizient für mathematische Fähigkeiten und das Dominanzverhalten ergibt. Gleiches gilt bei Mädchen für das Sozialverhalten und sprachliche Fähigkeiten.

#### Eineiige Zwillinge vs. zweieiige Zwillinge (beide gemeinsam aufgewachsen)
Eineiige Zwillinge, die gemeinsam aufgewachsen sind, haben im Schnitt ähnlichere Intelligenzquotienten als zweieiige Zwillinge, die gemeinsam aufgewachsen sind. Diese Tatsache wird zunächst auf die genetische Gemeinsamkeit zurückgeführt. Darüber hinaus muss nun bedacht werden, dass eineiige Zwillinge nachweislich auch eine ähnlichere Umwelt haben als zweieiige Zwillinge: Sie werden häufiger gleich gekleidet, verbringen mehr Zeit miteinander, werden ähnlicher behandelt, haben öfters dieselben Lehrer. Der ähnlichere IQ eineiiger Zwillinge kann somit auch auf die Umwelteinflüsse zurückgeführt werden.

### Geschwister
Die Erkenntnisse der Zwillingsstudie treffen auch auf normale Geschwister zu. Sind bei getrennt aufwachsenden Geschwistern größere Unterschiede zu erkennen als bei Geschwistern, die zusammen aufwachsen, so werden hier Umwelteinflüsse deutlich.

### Ergebnisüberblick

#### Anstieg der Erblichkeit
Die Ähnlichkeiten zwischen eineiigen Zwillingen nehmen im Laufe ihres Lebens nicht ab-, sondern können bis ins 8. Lebensjahrzehnt zunehmen. Forscher belegten den Anstieg der Erblichkeit durch eine Studie, die über 13 Jahre andauerte. Der IQ von 209 Zwillingspaaren wurde über mehrere Jahre wiederholt erfasst (erster Zeitpunkt im Alter von 5 Jahren, letzter Zeitpunkt im Alter von 18 Jahren). Am Ende der Studie verglichen die Forscher bei jeder Altersstufe die Korrelationen zwischen ein- und zweieiigen Zwillingen, um so die Erblichkeit abschätzen zu können. Sowohl beim non-verbalen als auch beim verbalen IQ wurde ein beeindruckender Anstieg sichtbar. Während die Erblichkeitsschätzung des non-verbalen IQ von 64 % auf 74 % anstieg, stieg die des verbalen IQ von 46 % auf 84 % an.

#### Jensens Befunde
Ein bedeutender Psychologe der Intelligenz ist Arthur Jensen, der in seinen Untersuchungen folgendes feststellte:
Je größer die genetische Gemeinsamkeit, desto höher die Korrelation. Dieser Zusammenhang ist unabhängig davon, ob die Zwillingspaare getrennt oder gemeinsam aufgewachsen sind. Jensen vertrat stets die Auffassung, Intelligenz sei genetisch bedingt. Diesen Standpunkt belegt er anhand von bestimmten Einzelergebnissen.
- Während der IQ von Pflegeeltern und deren Adoptionskindern eine Korrelation von 0.2 aufweist, haben Eltern und deren leibliche Kinder einen ähnlicheren IQ (0,5).
- Während der IQ von zusammen aufgewachsenen zweieiigen Zwillingen gleichen Geschlechts eine Korrelation von 0,56 aufweist, haben zusammen aufgewachsene eineiige Zwillinge einen ähnlicheren IQ (0,87).
- Während der IQ von zusammen aufgewachsenen zweieiigen Zwillingen gleichen Geschlechts eine Korrelation von 0,56 aufweist, können eineiige Zwillinge, die getrennt voneinander aufgewachsen sind, einen ähnlicheren IQ (0,75) vorweisen.
- Außerdem werden in Jensens Untersuchungen geschlechtsspezifische Unterschiede sichtbar. Während der IQ von zweieiigen Zwillingen gleichen Geschlechts eine Korrelation von 0,56 aufweist, haben zweieiige Zwillinge unterschiedlichen Geschlechts eine geringere Ähnlichkeit (0,49).[2]

Auch wenn die bisherige Anschauung den Eindruck vermittelt, Intelligenz sei ausschließlich genetisch bedingt, so entspricht dies nicht der Wahrheit. Jensens Untersuchungen lassen sich auch gewisse Hinweise für Umwelteinflüsse entnehmen. Währenddessen gemeinsames Aufwachsen die Ähnlichkeitswerte erhöht, so werden diese durch getrenntes Aufwachsen verringert.
- Beim Vergleich von nicht-verwandten, zusammen aufgewachsener Personen mit nicht-verwandten, getrennt aufgewachsenen Personen, lässt sich feststellen, dass die Personen, die zusammen aufgewachsen sind, einen ähnlicheren IQ besitzen (0,24) im Vergleich zu denen, die nicht gemeinsam aufgewachsen sind (0.0).
- Die leichte Ähnlichkeit des Intelligenzquotienten (0,20) von Adoptionskindern und Pflegeeltern weist auf Umwelteinflüsse hin.
- Die IQ-Werte zusammen aufgewachsener Geschwister (0,55) weisen eine größere Ähnlichkeit gegenüber den IQ-Werten von getrennt aufgewachsenen Geschwistern (0,45) auf.
- Die IQ-Werte von zusammen aufgewachsenen eineiigen Zwillingen (0,87) ähneln sich stärker, als die IQs getrennt aufgewachsener eineiiger Zwillinge (0,75).

Jensen kommt zu folgendem Entschluss: Je größer der Unterschied zwischen eineiigen Zwillingen, desto größer der Umwelteinfluss.
Betrachtet man den Unterschied zwischen einer perfekten Korrelation von 1,00 und der tatsächlichen Korrelation von 0,75 bei eineiigen Zwillingen, die getrennt voneinander aufgewachsen sind, so lässt sich hier ein Schätzwert für den Varianzanteil im IQ erkennen, welcher den Unterschieden der Umwelt zuzuschreiben ist.
Diese Erkenntnisse führen zu folgender simplen Rechnung: 1,00 – 0,75 = 0,25.
Laut Jensen gehen somit 75 % der IQ-Varianz auf genetische Variation und 25 % auf Umweltvariation zurück.
Darüber hinaus bestätigt Jensen seine Ergebnisse mit einer zweiten Rechnung. Er verrechnet nun die perfekte Korrelation von 1,00 mit der mittleren Korrelation zwischen zusammen aufgewachsenen adoptierten Kindern von 0,24. Da diese keinen gemeinsamen genetischen Anteil besitzen, können Korrelationen zwischen diesen Kindern mit Umwelteinflüssen in Zusammenhang gebracht werden. So kann aus folgender Rechnung der Anteil der genetischen Variation berechnet werden: 1,00 – 0,24 = 0,76.
Außerdem wurde festgestellt, dass umweltbedingte Einflüsse bei der Varianz von IQ-Werten von Personen, die im obersten Bereich abschneiden, von Bedeutung sind.

### Grenzen
Im Hinblick auf Zwillingsstudien sollte getrenntes Aufwachsen bedeuten, dass die Zwillinge in unkorrelierten Umwelten aufwachsen. Da dies oft nicht der Fall ist, kommt es innerhalb von Zwillingsstudien häufig zu Verzerrungen der Ergebnisse. Genauso besteht das Problem, dass gemeinsames Aufwachsen nicht immer bedeutet, dass die Zwillinge in der identischen Umwelt aufgewachsen sind.
Bei der Untersuchung von getrennt aufgewachsenen Zwillingen, die sich in vielen Merkmalen sehr ähnlich sind, wird der Großteil durch die Erblichkeit erklärt. Es wird aber vernachlässigt, dass die Zwillinge gegebenenfalls unter sehr ähnlichen Umwelten aufgewachsen sind. Darüber hinaus ist zu bedenken, dass der IQ Wert letzten Endes ein eindimensionaler Index ist, der durch das Verringern verschiedener Ausdrucksformen zustande kommt. Da zwei Personen mit demselben IQ-Wert dennoch völlig verschiedene Intelligenzprofile und Persönlichkeitsstrukturen haben können, stellt sich die Frage ob dieses Konzept zur Untersuchung von Anlage- und Umwelt-Fragen überhaupt geeignet ist. Außerdem fällt auf, dass sich die Arbeiten des Psychologen Arthur Jensen ausschließlich auf die nativistische Position beziehen. Andere Ergebnisse werden von ihm weitestgehend ausgeblendet.

## Getrennt aufgewachsene Zwillinge
Gelegentlich werden auch eineiige Zwillinge untersucht, die getrennt voneinander aufwuchsen. Da eineiige Zwillinge genetisch nahezu identisch sind, kann man durch Vergleichen getrennt aufgewachsener eineiiger Zwillinge Rückschlüsse darauf ziehen, welche Eigenschaften angeboren und welche erlernt sind. Zeigen sich trotz unterschiedlicher Umgebung gemeinsame Eigenschaften, so ist dies ein Indiz (kein Beweis) für eine genetische Determination. Gegenüber der klassischen Zwillingsforschung konzentriert man sich hier nicht auf die Unterschiede, sondern auf die Gemeinsamkeiten. Ein Beispiel:
Untersuchte Zwillinge ähnelten in ihren Gewichtsmerkmalen (Übergewicht, Normalgewicht) eher ihren leiblichen Eltern als ihren Adoptiveltern.
Getrennt aufwachsende eineiige Zwillinge sind extrem selten, dazu kommt es beispielsweise, wenn Zwillinge nach der Geburt zur Adoption freigegeben werden.

## Kritik an der Zwillingsmethode
Die Zwillingsforschung geht von der Voraussetzung aus, dass eineiige und zweieiige Zwillinge in gleichem Ausmaß gemeinsame Umweltfaktoren erleben und deshalb Unterschiede der Ähnlichkeit zwischen ein- und zweieiigen Zwillingen allein durch den unterschiedlichen Anteil gemeinsamer Gene (100 % vs. 50 %) bedingt seien. Diese Annahme ist jedoch umstritten, da die Ähnlichkeit der eineiigen Zwillinge zu übereinstimmenden Umwelteinflüssen führen kann (Gen-Umwelt-Korrelation). Im Ergebnis kann im Einzelfall ein Überschätzen der Erblichkeit resultieren. Allerdings ist auch das Verhalten der Eltern gegenüber eineiigen Zwillingen nicht identisch, sondern differenziert nach Verhalten und Bedürfnissen der individuellen Zwillinge. Darüber hinaus ist vor allem im Bereich der medizinischen Zwillingsforschung der relative Einfluss gemeinsamer Umweltfaktoren gering oder nicht vorhanden, die Variabilität beruht im Wesentlichen auf den genetischen Unterschieden und individuellen Umweltfaktoren.
Eine weitere Grundannahme besteht in der hundertprozentigen genetischen Übereinstimmung zwischen eineiigen Zwillingen. Auch diese Prämisse ist nur eingeschränkt zutreffend, da im Verlauf des Lebens somatische Mutationen und epigenetische Modifikationen an der DNA akkumulieren und zu Unterschieden führen. Allerdings sind in gleicher Weise die Zellen eines Individuums nicht mit sich selbst identisch, da Mutationen lokal auftreten und zu genetischen Unterschieden zwischen den Zellen führen.